# Olivo Bin
Olivo Bin (Conegliano, 1950 – Conegliano, 1º novembre 2014) è stato uno scrittore italiano.

## Biografia
Conegliano, la sua città natale, era il suo universo e lui lo girava in lungo e in largo con la sua bicicletta. La storica Osteria al Ponte era una delle sue soste obbligate ed anche il suo sicuro approdo. Conosceva tutti e aveva molti amici. Era un acuto osservatore della realtà locale e, con uno stile arguto e fantasioso, riuscì a racchiudere questo microcosmo - con le sue vie, le sue piazze e la sua gente - in una svelta raccolta di racconti che chiamò Storia di un bocia, vale a dire di un ragazzo come lui.  Ne sortì un volumetto gustoso che, edito da “Città Armoniosa” di Reggio Emilia, ebbe la ventura di entrare in sintonia con lo scrittore Ferdinando Camon, il quale così racconta come avvenne che Olivo Bin vincesse il Premio Viareggio Opera Prima del 1980.
(La Tribuna di Treviso, 23.11.2004)
Olivo Bin scrisse inoltre un fortunato libro per ragazzi, Bagliori a oriente, storia della Guerra russo-giapponese del 1904 - 1905, che fu pubblicato da Quadragono Libri di Conegliano con le illustrazioni di Roberto Innocenti. Per il medesimo editore egli fece anche traduzioni dal francese e dallo spagnolo di libri alcuni dei quali per ragazzi.
Morì nella sua Conegliano il 1º novembre 2014.

## Opere
- Storia di un Bocia, Reggio Emilia, Città Armoniosa, 1980.
- Bagliori a oriente, Conegliano, Quadragono Libri, 1979.